# Бадхен

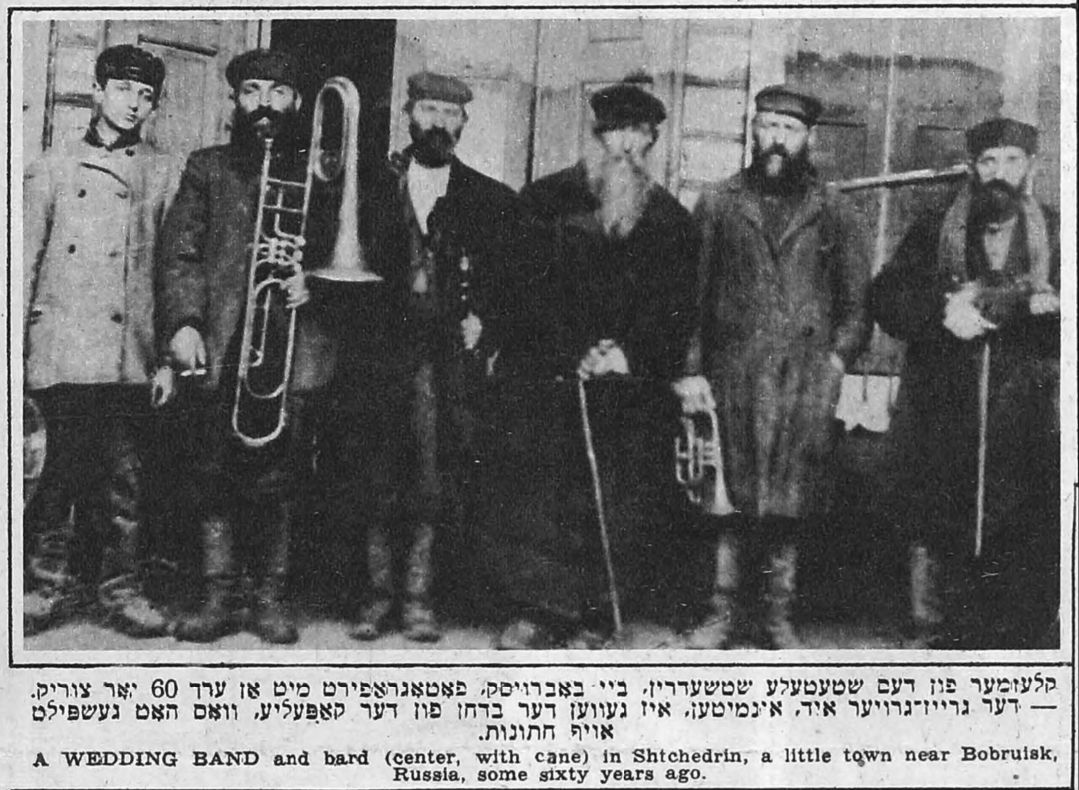
Бадхен (в центре с тростью) и клезмерский ансамбль на еврейской свадьбе в Щедрине, ок. 1890-х годов. Фото опубликовано в газете Forverts в 1953 году.

Ба́дхен (мн. ч. бадхо́ним, от ашкеназск. иврита и идиша בַּדְחָן — тамада, в современном иврите бадха́н, от арам. בַּדַּח веселить) — традиционный шут, скоморох, тамада, развлекающий гостей во время семейных торжеств, в основном свадеб у евреев-ашкеназов.
Бадхен считался непременным участником свадебного торжества. В средневековой Европе существовали странствующие бадхоним, называвшиеся также лейцн. Как правило, бадхена и музыкантов-клезмеров нанимала семья жениха. В Восточной Европе, прежде всего в Польше и на Украине профессиональные бадхены существовали и в Новое время, вплоть до Второй мировой войны. В общинах ультраортодоксальных евреев они сохранились до сих пор, особенно у хасидов, где бадхен исполняет обязанности «придворного шута» (идиш הויפנאר‎ хойфнар) хасидского цадика, и в его функции также входит рассказывание легенд о реббе и его предках, генеалогия и сохранение обычаев хасидской секты. Так, знаменитый Гершеле Острополер был шутом реббе Боруха из Меджибожа.
По окончании свадьбы бадхен веселит жениха и невесту, напевая шутливые стихи о семьях только что поженившихся под специальную мелодию, после чего исполняется «мицве танц» в честь невесты.
Это слово является основой для еврейских фамилий Бадхан, Бадхен, Бодхен и других.